# Micropolis
Micropolis war ein Festplatten-Hersteller aus Kalifornien/USA. Bei der Gründung 1976 wurden vorerst 5,25-Zoll-Floppy-Laufwerke und -Controller hergestellt, später Festplatten mit SCSI- und ESDI-Anschluss.
Micropolis konnte die Kapazität des damals üblichen Standards von Shugart Associates vervierfachen, indem eine Verdoppelung sowohl der Spurdichte (track density von 48 TPI auf 96 TPI = Tracks Per Inch) als auch der Aufzeichnungsdichte (track recording) erzielt wurde. Die vorerst marketingfreundlichen 100 TPI wurden bald auf 96 TPI reduziert, da diese abwärtskompatibel zu dem 48-TPI-Standard war und Shugart sich ebenso für 96 TPI entschied.
Micropolis begann die Festplattenproduktion mit 8-Zoll-Laufwerken und orientierte sich damit an Seagate (Seagate wurde von Alan Shugart nach dem Verkauf von Shugart Associates gegründet), später folgten 3,5-Zoll-Laufwerke.
Im zweiten Quartal 1992 betrug der Quartalsumsatz 104,3 Mio. US-$.
Durch die Marktbereinigungen in den 1980er und 1990er Jahren, in denen viele Festplatten-Hersteller ihre Produktion einstellen bzw. an andere Unternehmen verkaufen mussten, wurde schließlich die Festplattensparte von Micropolis an Singapore Technologies (jetzt Temasek Holdings) verkauft, welche die Markenrechte weiter verwertet. Danach wurde Micropolis als StreamLogic Corporation reorganisiert, welche 1997 bankrottging.  Das Storage-Subsystem RADEON überlebte und wird nun von RAIDION Systems division of Peripheral Technology Group vertrieben. Die VIDEON-Video-On-Demand-Technologie wurde an Sumitomo Corporation verkauft.
Bei der Reorganisation zu StreamLogic entstand auch die Firma Hammer Storage Solutions, welche aus dem Zukauf der Hardware-Sparte von FWB Software (ein kleiner Macintosh-Storage-Zulieferer) hervorging. Diese Anteile wurden 2000 an Bell Microproducts verkauft.